# Obi (Nigeria)
Obi es una localidad del Estado de Benue, en Nigeria. Según el censo de 2006, tiene una población de 98 707 habitantes.
Se encuentra ubicada al este del país, cerca de la frontera con Camerún y del río Benue, el principal afluente del río Níger.